# Client IRC

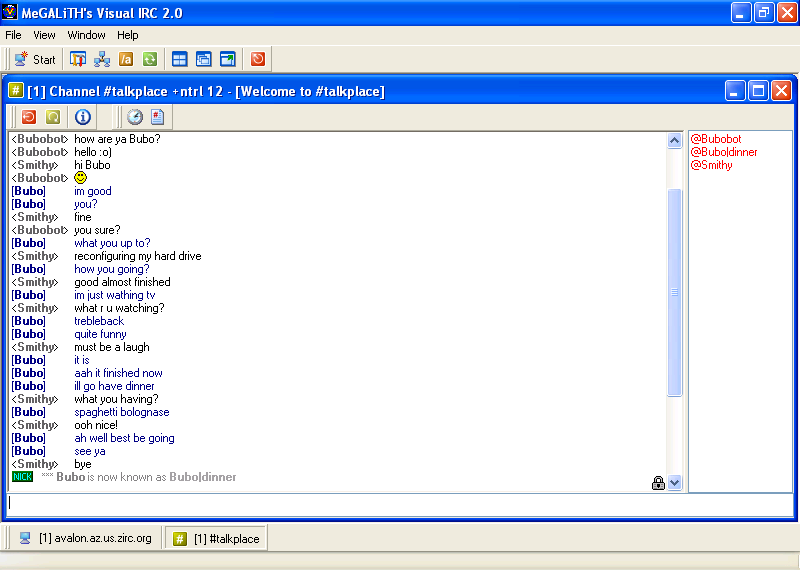
Capture d'écran d'une discussion sur le Client IRC nommé "Visual IRC".

Un client IRC implémente la partie client du protocole IRC. Ces logiciels sont soit des logiciels spécialisés (mIRC, XChat, etc.), soit une partie d'une suite logicielle (Mozilla avec ChatZilla par exemple). Il peuvent aussi être des applications web. Au support du protocole IRC, ces clients ajoutent fréquemment un langage de script permettant de manipuler les données échangées entre le client et le serveur IRC, afin de fournir à l'utilisateur de plus grandes possibilités d'usage.

## Caractéristiques principales
Outre le support basique du protocole IRC, les fonctionnalités suivantes peuvent être présentes dans un client IRC :
- interface possible avec des langages de programmation,
- support de divers codages des caractères, unicode, codage multi-octets, etc.
- chiffrement et déchiffrement des données échangées.
- affichage automatique de la présence ou de l'inactivité de la personne